# Radar Target Enhancer
Radar Target Enhancer (RTE) sind aktive Responder für Radarsignale und werden in der Seeschifffahrt von Schiffen eingesetzt, um auf dem Radar besser erkannt zu werden.
Der Radar Target Enhancer empfängt das Radarsignal im Frequenzbereich 9,3 GHz bis 9,5 GHz, speichert dieses in einer Verzögerungsschleife und sendet dann das Signal auf gleicher Frequenz zurück an den Sender. Diese Technik erhöht die Reichweite und Sichtbarkeit von kleinen Fahrzeugen erheblich. Der Effekt des aufgenommenen Radarsignales nimmt ab, je größer die Reflexionsfläche des Schiffes ist, deshalb ist die Technik primär für kleine Schiffe gedacht, die ohne eigene Radaranlage auskommen. 
Die Geräte zeigen in der Regel den Empfang eines Radarsignales, also die eigene Erfassung durch ein Radar an.
Search and Rescue Radar Transponder (SART) sind RTE-Baken für den SAR-Einsatz und gehören zum GMDSS-System. Sie senden allerdings ein differenziertes, entfernungsabhängiges X-Band-Signal zurück und werden nur in Notfällen eingesetzt.

## Technik
- Arbeitsfrequenz X-Band (9,3 GHz – 9,5 Ghz)
- Positionsgenauigkeit rund 1 m, abhängig vom Gerät
- Sendeleistung typisch um 1 W